# Concordaat van Londen (1107)

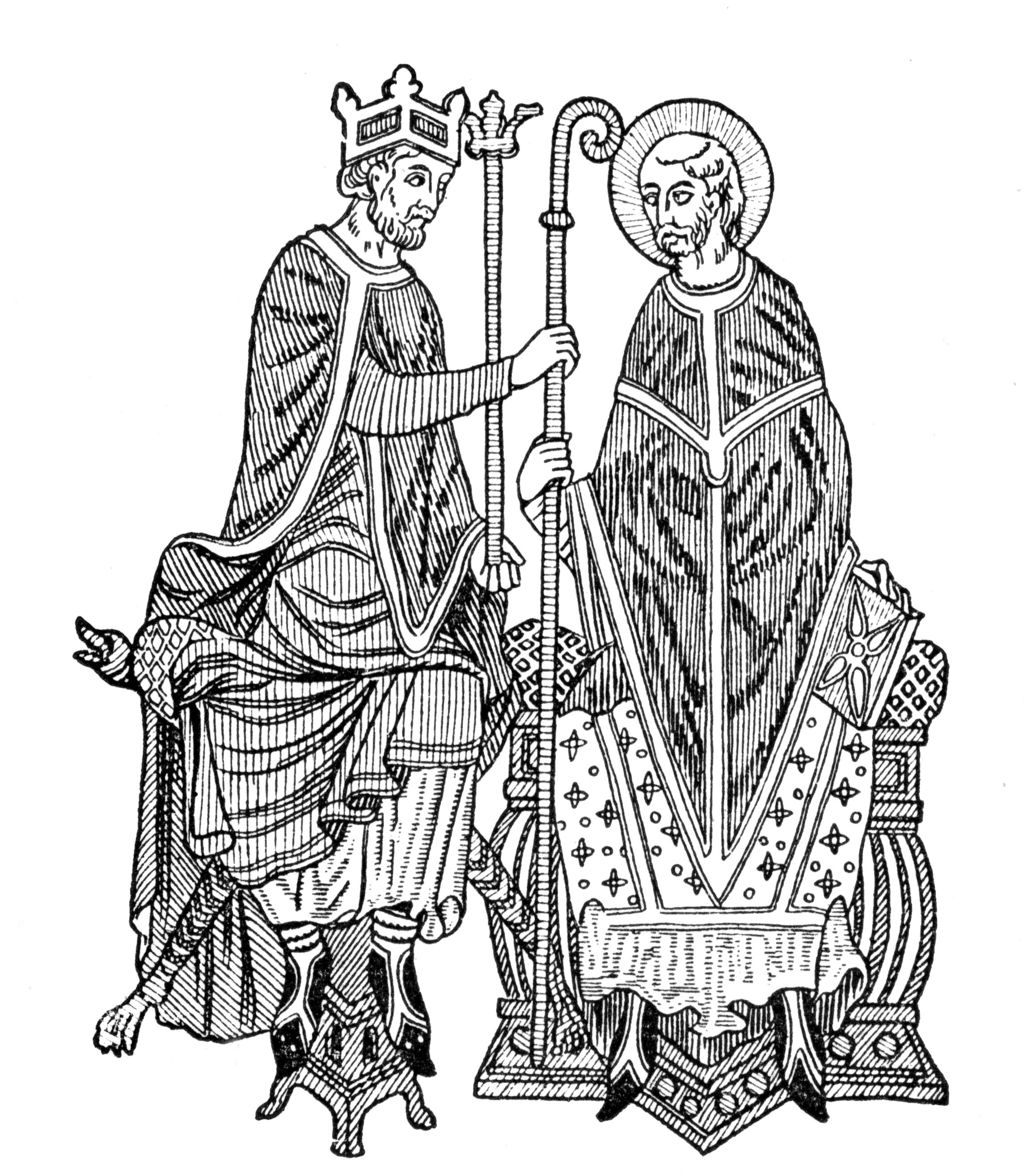
Centraal in het conflict stond de investituur van religieuze gezagsdragers door de vorst.

Het Concordaat van Londen in 1107 betekende het einde van de Engelse Investituurstrijd tussen de aartsbisschop van Canterbury Anselmus van Canterbury en de Engelse koningen William Rufus en Hendrik I die was begonnen in 1100. Het concordaat was het resultaat van een eerder bereikt compromis in L'Aigle waarbij overeen was gekomen dat de koning weliswaar niet het recht had om kerkelijke gezagsdragers investituur op religieus vlak te verlenen, maar wel om hen investituur te verlenen voor hun wereldse bezittingen. Bovendien liet Hendrik zijn eis voor een eed van leenheerlijke trouw (hommage) van Anselmus voor het aartsbisdom vallen, al bleef die eis voor andere clerici wel gelden.

## Achtergrond

Zegel van aartsbisschop Anselmus van Canterbury, een van de spilfiguren in de Engelse Investituurstrijd.

Het concordaat van Londen was het compromis waarmee de Engelse Investituurstrijd eindigde en de inhoud van het concordaat kan dan ook niet los gezien worden van dat conflict of van de hoofdpersonen ervan, Anselmus en vooral Hendrik I. De wortels van dat conflict gaan terug op de regeerperiode van William Rufus en de eerste ballingschap van Anselmus. Tijdens die periode kwamen de misbruiken die werden aangeklaagd door de Gregoriaanse hervormers, zoals simonie, de afwezigheid van een canonieke verkiezing van clerici, de benoeming van bisschoppen door de vorst en het huwelijk van clerici, almaar vaker voor. William Rufus overleed evenwel in 1100, waardoor Anselmus terug kon komen naar Engeland, aangezien de nieuwe vorst, Hendrik I, zijn steun nodig had om zijn troon te behouden tegen de aanhangers van zijn broer Robert Curthose. Omdat hij die steun nodig had, was hij waarschijnlijk wel bereid om aan de eisen van Anselmus, die onder meer een algemeen concilie bijeen wou roepen om de misbruiken in Engeland aan te pakken, toe te geven.
De situatie was echter veranderd. Tijdens zijn ballingschap was Anselmus aanwezig geweest op de concilies van Bari in 1098 en van Rome in 1099 waarop men expliciet de lekeninvestituur, simonie en huwelijken tussen clerici had verboden. Omdat Anselmus zelf aanwezig was geweest op deze concilies en zich gebonden achtte aan zijn eed van trouw aan de paus, zag hij geen andere mogelijkheid dan ook te eisen dat de lekeninvestituur zou worden afgeschaft in Engeland. Deze eis was voor de koning onaanvaardbaar. De investituur van prelaten ((aarts)bisschoppen, abten e.d.m.) door de vorst, zowel in Normandië als in Engeland, stond, samen met de hommage van clerici aan de vorst, immers centraal in de werking van de Anglo-Normandische Kerk, die een belangrijke feodale rol speelde door hun grote landbezit, verkregen van de vorst. Het was in beide landen onmogelijk om een machtige kerkelijke functie (abt of bisschop) uit te oefenen zonder eerst een eed van trouw aan de vorst te zweren en van hem de investituur te krijgen. De eis van Anselmus ging dus in tegen dit aloude gebruik, en dat zou de kern van de strijd vormen.
Hoewel het conflict al sluimerde tussen 1100 en 1103, werd het pas in dat jaar op de spits gedreven toen Anselmus voor de tweede keer in ballingschap ging. Tijdens zijn ballingschap zocht en kreeg hij de steun van de paus, Paschalis II, die in 1105 overging tot de excommunicatie van de belangrijkste adviseur van de koning, Robert van Meulan en alle bisschoppen die investituur hadden gekregen van Hendrik I. Bovendien dreigde Anselmus met het excommuniceren van de koning zelf. Hendrik I was op dat moment bezig met een campagne in Normandië en het dreigement van Anselmus kostte hem de steun van een aantal van zijn magnaten. Mede om die reden liet de koning weten tot een compromis bereid te zijn en kwam hij op 21 juli 1105 aan in het kasteel van L'Aigle om daar met Anselmus tot een compromis te komen.

## Compromis van L'Aigle

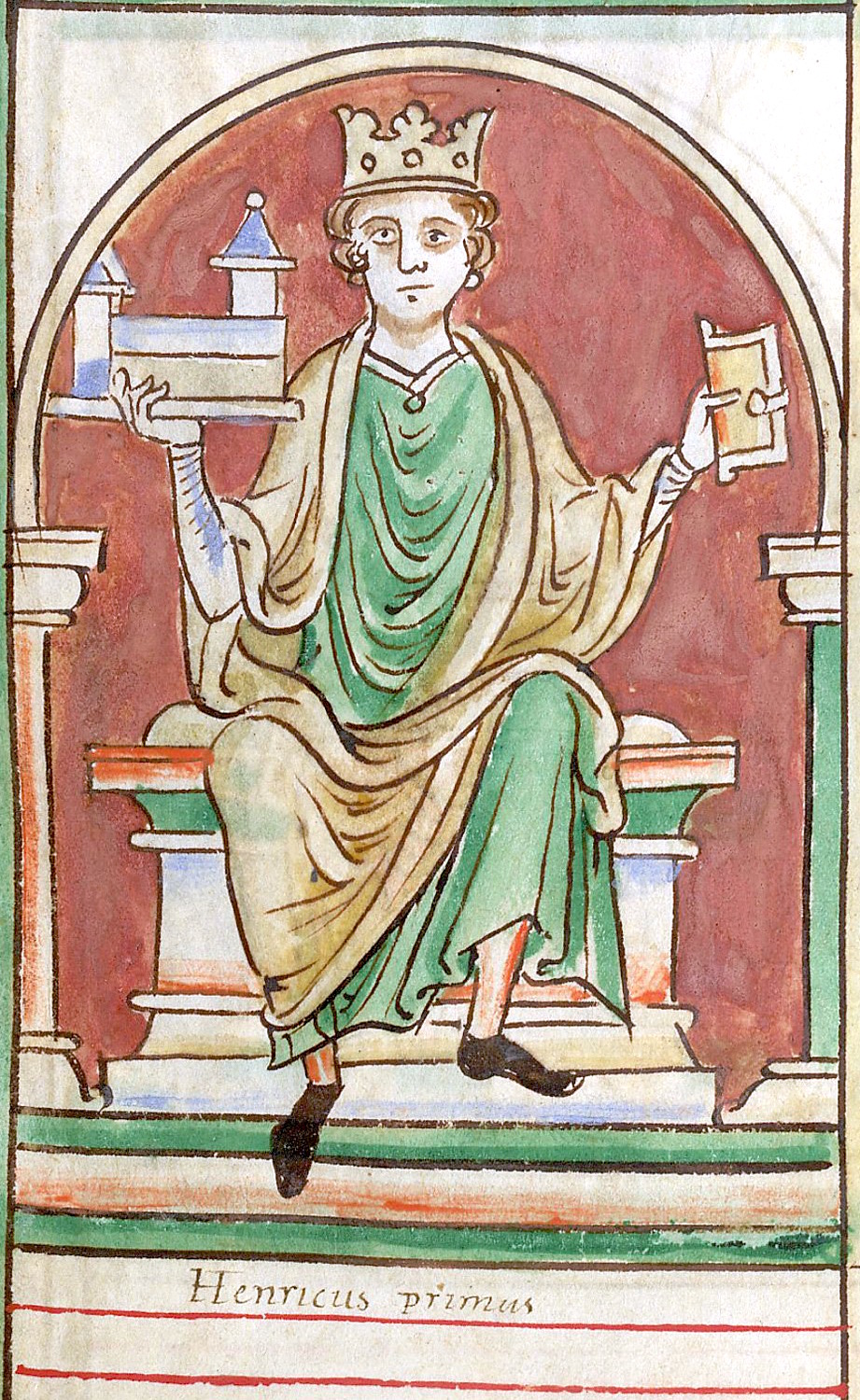
Koning Hendrik I van Engeland wou zijn aloude recht van lekeninvestituur pas opgeven na het dreigement van excommunicatie.

In L'Aigle werd een akkoord gesloten tussen de beide protagonisten van het conflict, Anselmus en Hendrik, dat later zou worden verwerkt in het Concordaat van Londen. Hoewel het dus een belangrijk element in het einde van de Investituurstrijd was, is er slechts zeer weinig bronnenmateriaal over de inhoud ervan. Het is vrijwel zeker dat Hendrik beloofde om Anselmus de inkomsten en domeinen van Canterbury, die de koning had in beslag genomen, terug te geven. Ook was er de belofte van de vorst om Boudewijn van Doornik en William Warelwast naar Rome te zenden om daar het probleem van de investituur op te lossen. Het lijkt er wel op dat ook het probleem van de investituur en de hommage al in L'Aigle werden opgelost. Hendrik had toegegeven aan de eis om de lekeninvestituur te laten varen, op voorwaarde dat in de kwestie van de hommage alles bij het oude bleef en Anselmus had dat compromis aanvaard en de excommunicatie van Robert van Meulan ongedaan gemaakt, wat hij strikt genomen niet mocht doen.
Soms wordt beweerd dat deze oplossing deels van de hand is van de theoloog Ivo van Chartres, maar onder meer Norman Cantor heeft bewezen dat dit niet het geval is. Het is wel mogelijk dat de ideeën van Hugo van Fleury invloed hadden. Hij maakt een onderscheid tussen investituur voor wereldse bezittingen, hier vertegenwoordigd door hommage, en die met de religieuze macht. Investituur met wereldse bezittingen mag door de vorst gegeven worden, maar de religieuze investituur mag enkel door de kerkelijke overste gegeven worden. Volgens Cantor is er evenwel geen bewijs dat de geschriften van Hugo van Fleury bekend waren bij de vorst, laat staan invloed hadden op het uiteindelijke compromis.

## Concordaat van Londen
Het akkoord was echter nog niet definitief. Om effect te hebben moest het immers worden goedgekeurd door de paus, en in L'Aigle was afgesproken dat Hendrik gezanten, de al eerder genoemde Boudewijn en William Warelwast, zou sturen naar Rome, iets waarbij hij heel erg treuzelde in de hoop Normandië kon veroverd worden zonder toe te moeten geven. Het zou uiteindelijk duren tot december 1105 vooraleer ze vertrokken, maar het antwoord waarmee ze in juni 1106 kwamen was wel positief. Paus Paschalis aanvaardde het compromis waarbij Hendrik de lekeninvestituur liet vallen maar waarbij de hommage van clerici aan de vorst wel kon behouden blijven.
Op 1 augustus 1107 riep Hendrik een bijeenkomst van de curia regis samen in Londen die tot doel had om het compromis dat was bereikt in L'Aigle te ratificeren. Er is geen exacte tekst van de overeenkomst overgeleverd en waarschijnlijk is die ook nooit opgemaakt. Toch is het mogelijk om, vanuit de Historia Novorum van Eadmer en een brief van Anselmus aan de paus, de inhoud van de waarschijnlijk mondelinge overeenkomst te bepalen. De curia regis was drie dagen in discussie, zonder aartsbisschop Anselmus, die wel aanwezig was, vooraleer ze tot een besluit konden komen. Ondanks de tegenstand van een aantal bisschoppen keurde men toch het compromis van L'Aigle goed, waardoor de Investituurstrijd in Engeland grotendeels eindigde.

### Inhoud
De inhoud van het concordaat verschilde niet veel van dat van L'Aigle. De koning benoemde nog steeds de bisschoppen, aartsbisschoppen en abten, maar hij zou daarbij wel advies inwinnen bij de belangrijkste religieuze magnaten. Wanneer hij op die manier benoemd was, zwoer hij een eed van trouw, de hommage aan de koning voor de wereldse rechten en domeinen die bij de functie hoorden. Daarna kreeg elect de investituur van zijn religieuze overste, de bisschop, aartsbisschop of paus, die hem ook wijdden. Opvallend is wel dat, hoewel hommage verplicht bleef, Hendrik dit niet eiste van Anselmus. Dit bleef evenwel een uitzondering. Hendrik gaf dus de lekeninvestituur op, maar bleef een zeer grote invloed uitoefenen op de verkiezing en benoeming van de prelaten in zijn rijk.

### Effecten
De belangrijkste invloed van deze overeenkomst was niet zozeer het bepalen van de relatie tussen de Kerk en de vorst, want de controle over de benoemingen in de Kerk bleef grotendeels bij de vorst liggen. Veel belangrijker was de groeiende toenadering tussen de Engelse kerk en de paus, waarbij die laatste een veel grotere invloed kreeg. Een van de indicatoren van die grotere invloed was de komst van een aantal legaten die probeerden de Engelse kerk te hervormen. Ook in een ander conflict binnen de Engelse Kerk, tussen de aartsbisschop van Canterbury en de aartsbisschop van York liet die nieuwe pauselijke invloed zich gelden toen de aartsbisschop van York steun vroeg en kreeg van de paus. Toch bleven belangrijke zaken het exclusieve privilege van de koning en van de aartsbisschop van Canterbury, waarbij de paus zich vooral beperkte tot de zaken van minder belang.